# 안데르 바레네체아
안데르 바레네체아 무구루사(스페인어: Ander Barrenetxea Muguruza, 2001년 12월 27일, 바스크 지방 산 세바스티안 ~)는 스페인의 프로 축구 선수로, 현재 레알 소시에다드에서 공격수로 활약하고 있다.

## 클럽 경력
바레네체아는 바스크 지방 기푸스코아 주 산 세바스티안 출신으로, 레알 소시에다드 유소년부 졸업생이다.
2018-19 시즌, 그는 테르세라 디비시온에 속한 3군 선수로 등록한 후 성인부 선수들의 훈련에 참석하였다. 2018년 12월 초, 그는 2025년까지 구단과의 계약을 연장하였다.
2018년 12월 22일, 바레네체아는 0-1로 패한 알라베스와의 안방 경기에서 막판에 교체로 출전하여 프로 무대 첫 경기이자 라 리가 첫 경기를 치렀다. 그에 따라, 그는 21세기에 출생으로는 라 리가 경기에 출전한 최초 선수로 이름을 올렸고, 동시에 그는 26번째 최연소 1부 리그 첫 출전을 기록한 선수이자, 스페인 내전 이래 레알 소시에다드 최연소 선수로, 구단 역사로는 1934년에 15세에 첫 경기를 치른 페드로 이라스토르사에 이어 두 번째다. 공교롭게도, 그와 교체되며 경기장을 나간 후안미는 8년 전에 리그 첫 경기를 치렀을 때 더 어린 선수였었다.
바레네체아는 일취월장하여 2군을 거치지 않고 성인 1군에 합류하여, 2009년에 앙투안 그리즈만의 전례를 따르게 되었다. 1군 합류 이틀 후, 그는 3군 경기에 출전했다.
2019년 1월 6일, 바레네체아는 산세 소속으로 이사라와의 세군다 디비시온 B 안방 경기에 출전해 골을 넣어 3-0 승리에 일조했다. 그는 5월 12일, 3-1로 이긴 레알 마드리드와의 안방 경기에서 첫 프로 무대 득점을 기록하였다.
2019년 6월 9일, 바레네체아는 정식적으로 하양-파랑 군단의 1군으로 승격되었다.

## 국가대표팀 경력
바레네체아는 2016년과 2017년 스페인 U-16 국가대표팀에 차출되었고, 2018년 11월에 U-18 국가대표팀 경기에 출전하였다. 그는 같은 연령대의 바스크 국가대표팀 일원으로 출전하기도 하였다.
그는 2019년 UEFA U-19 축구 선수권 대회에서 스페인의 20명 명단에 이름을 올렸다.

## 수상

### 국가대표팀
스페인 U-19
- UEFA U-19 축구 선수권 대회: 2019